# (486958) Arrokoth

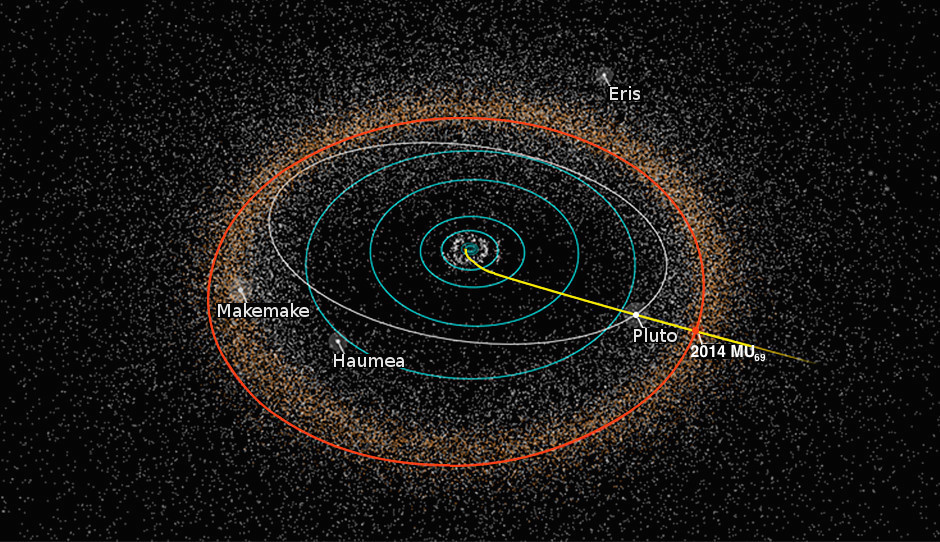
Orbita (486958) Arrokoth z zaznaczonym torem lotu New Horizons

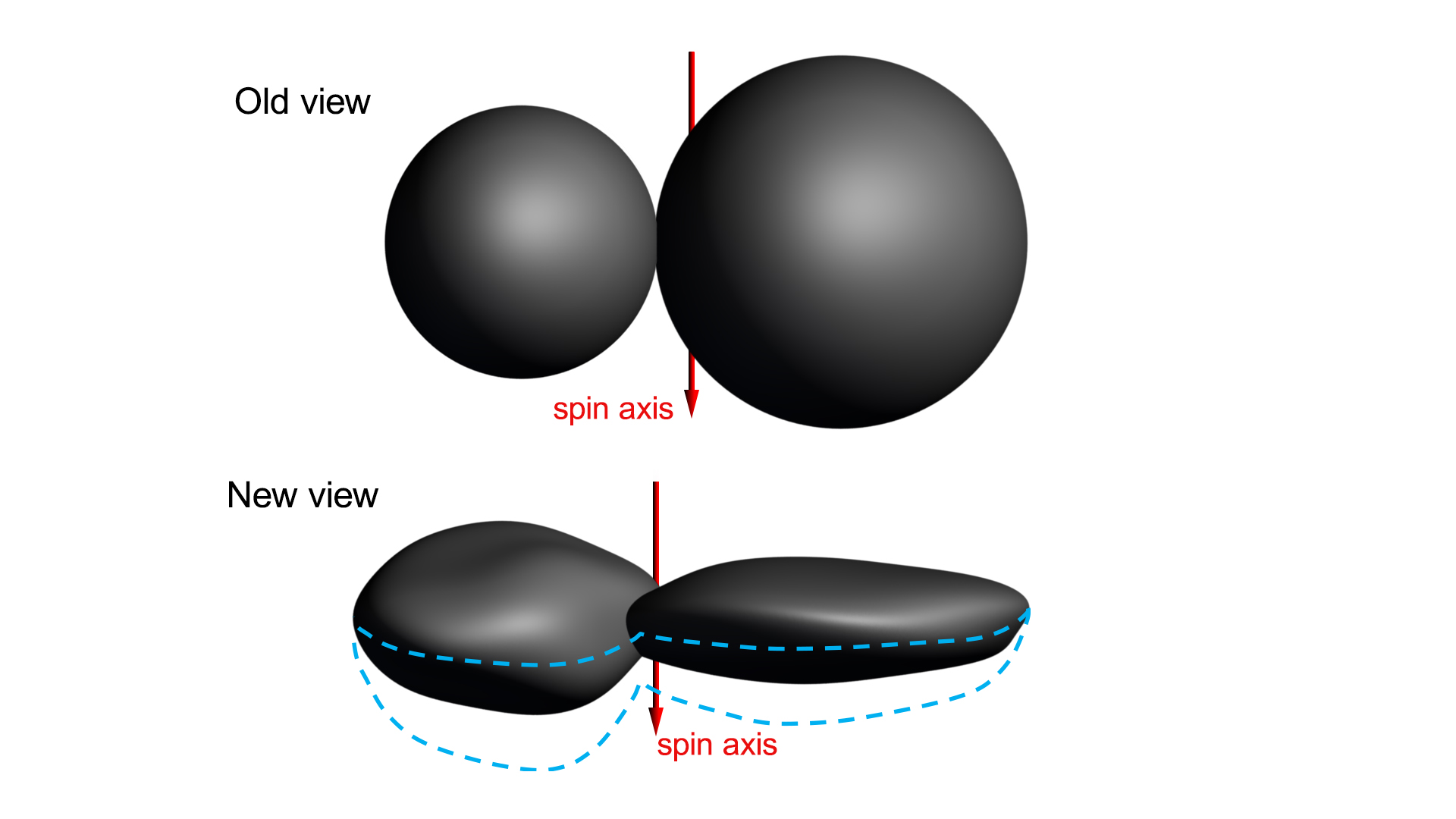
Wstępny model kształtu obiektu

(486958) Arrokoth (2014 MU69) – obiekt transneptunowy zaliczany do klasycznych obiektów Pasa Kuipera (cubewano). Stanowił cel odwiedzin sondy kosmicznej New Horizons w styczniu 2019 roku.

## Odkrycie i nazwa
Arrokoth został odkryty przez Marca Buie 26 czerwca 2014 w wyniku testowego poszukiwania w Pasie Kuipera nowego celu dla sondy New Horizons przez Kosmiczny Teleskop Hubble’a (HST). Wykonano wtedy około 200 zdjęć fragmentu nieba w konstelacji Strzelca. Dostrzeżenie obiektu, tymczasowo oznaczonego 2014 MU69, możliwe było po zastosowaniu złożonych metod obróbki obrazu w celu wyeliminowania światła gwiazd tła.
Obiekt otrzymał stały numer 486958. Zespół misji New Horizons nieformalnie określał tę planetoidę jako „PT1” (ang. Potential Target 1). W ramach konkursu przeprowadzonego przez Instytut SETI wraz z NASA wyłoniono spośród 34 tysięcy propozycji tymczasową nazwę Ultima Thule (synonim krańca świata). Miała być stosowana do przelotu sondy obok planetoidy, który nastąpił 1 stycznia 2019 roku.
Zespół misji New Horizons, za zgodą starszyzny plemienia Powatanów, zaproponował nazwę Arrokoth, oznaczającą niebo w języku algonkiańskim, która została zaakceptowana przez Międzynarodową Unię Astronomiczną.

## Orbita
Arrokoth porusza się po orbicie zbliżonej do okręgu i leżącej w płaszczyźnie bardzo nieznacznie odchylonej od ekliptyki.

## Właściwości fizyczne
Planetoida jest obiektem podwójnym kontaktowym, składającym się z dwóch złączonych ze sobą brył o łącznej długości około 31 km; średnice brył: 19 i 14 km. Członkowie zespołu misji New Horizons większą bryłę nazwali Ultima, mniejszą – Thule. Zdjęcia wykonane przez sondę 10 minut po największym zbliżeniu wskazują, że elementy składowe są stosunkowo płaskie. Większy ma kształt naleśnika, mniejszy przypomina nadgryziony orzech. Największą zauważoną depresję – o szerokości 8 km – nazwano kraterem Maryland. Na powierzchni wykryto obecność lodu wodnego, metanolu i innych związków organicznych.
Okres obrotu wokół własnej osi 15 ± 1 h. Czerwone zabarwienie jest zgodne z przewidywaniami dla obiektów tej klasy w tym obszarze Pasa Kuipera. Ze wstępnej analizy danych przesłanych przez sondę New Horizons wynika, że obiekt nie posiada atmosfery, pierścieni i księżyców o średnicy powyżej 1 mili. Kolor obu składników jest prawie identyczny.
Obserwowana wielkość gwiazdowa wynosi ok. 26,8m.
Arrokoth jest najprawdopodobniej dobrze zachowanym, nigdy nie ogrzanym przez Słońce reliktem z czasów powstawania Układu Słonecznego. Niewielki rozmiar może sugerować, że jest pozostałością po kolizji większych obiektów.

## Masa i gęstość
Masa i gęstość Arrokotha jest nieznana. Nie można wyznaczyć masy i gęstości, ponieważ składniki Arrokotha nie krążą wokół siebie osobno, lecz stykają się ze sobą. Naturalny satelita pozwoliłby określić jego masę, jednak żadnego nie znaleziono. Zakładając, że oba płaty planetoidy są grawitacyjnie powiązane, a ich wzajemna grawitacja pokonuje rozrywające siły odśrodkowe, szacuje się, że ma bardzo niską gęstość podobną do gęstości komet, o szacowanej minimalnej gęstości 0,29 g/cm³. Aby zachować kształt „szyi” obiektu, jego gęstość musi być mniejsza niż 1 g/cm³, w przeciwnym razie rejon ten zostałby nadmiernie ściśnięty przez wzajemną grawitację dwóch płatów, tak że cały obiekt pod wpływem grawitacji zapadłby się w elipsoidę obrotową.

## Formowanie

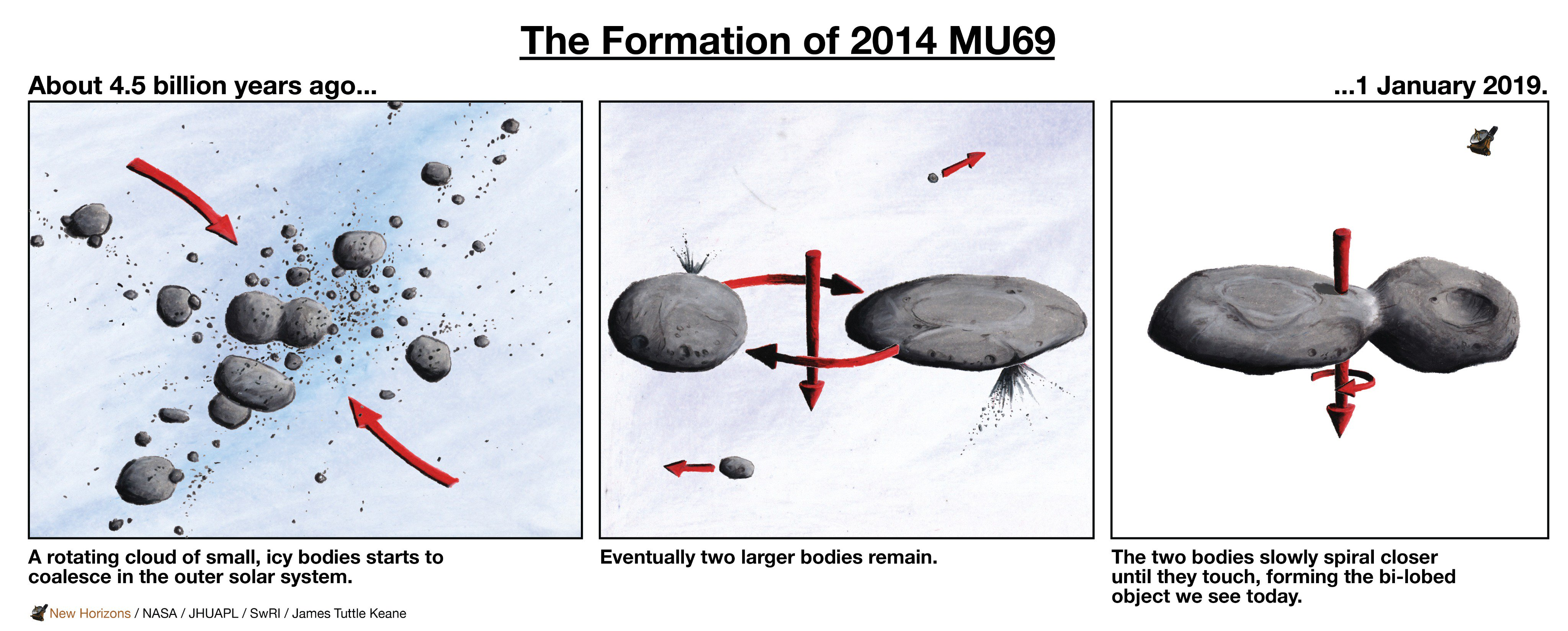
Ilustracja przedstawiająca kolejne etapy formowania się Arrokotha

Uważa się, że Arrokoth był pierwotnie dwoma obiektami, stanowiącymi obecnie części nazwane „Ultima” i „Thule”. Powstały one z wirującej chmury małych, lodowych ciał w czasie powstawania Układu Słonecznego 4,6 miliarda lat temu. Lodowe cząstki ulegały niestabilności strumieniowej, w której zwalniały z powodu oporu aerodynamicznego względem otaczającego gazu i pyłu, przez co grawitacyjnie „zlewały się” w skupiska większych cząstek. W oparciu o różne kształty dwóch płatów można wnioskować, że każdy był prawdopodobnie pojedynczym obiektem, który narastał osobno, a po uformowaniu oba fragmenty krążyły po wspólnej orbicie. Uważa się, że obiekty powstały z jednego źródła materiału, ponieważ wydają się być jednorodne pod względem albedo, koloru i składu. Górzysta topografia większego obiektu, Ultimy, wskazuje, że prawdopodobnie powstał z połączenia mniejszych jednostek planetozymalnych przed połączeniem z Thule.
Chociaż nie jest jasne, w jaki sposób dwa składniki Arrokotha zostały spłaszczone podczas formowania, zespół New Horizons sugeruje, że musiały gwałtownie się obracać, ulegając spłaszczeniu z powodu sił odśrodkowych. Z biegiem czasu prędkości obrotowe dwóch obiektów stopniowo zwalniały, gdyż regularnie zderzały się z mniejszymi obiektami i przenosiły na nie moment pędu. Utrata pędu spowodowała, że obiekty powoli zbliżały się spiralnie, aż się zetknęły, z czasem ulegając stopieniu, tworząc obecny, dwupłatowy kształt. Wygląd Arrokotha nie wskazuje na pęknięcia deformacyjne lub kompresyjne, co sugeruje, że składniki połączyły się bardzo powoli z prędkością rzędu 2 m/s. W wyniku połączenia mogło dojść do ścinania powierzchni i terenu.
Częstotliwość uderzeń zachodzących na Arrokothu w okresie co najmniej czterech miliardów lat była niska z powodu stosunkowo małych prędkości, z jakimi poruszają się obiekty w Pasie Kuipera. W takich przedziałach czasowych od momentu powstania szacuje się, że wpływ wywołanego przez fotony rozpylania lodu wodnego na powierzchnię Arrokoth jest minimalny; w ciągu 4,5 miliarda lat ilość lodu wodnego utraconego przez rozpylanie zmniejszyłaby rozmiar Arrokotha o 1 cm. Przy braku regularnych zdarzeń, w wyniku których mogłyby powstawać kratery oraz dochodzić do zaburzeń orbity obiektu, kształt i wygląd Arrokotha – od momentu połączenia się składników – pozostały praktycznie niezmienione.

## Cel sondy New Horizons
Obserwacje (486958) Arrokoth z użyciem HST w sierpniu 2014 r. pozwoliły jednoznacznie potwierdzić, że New Horizons może przelecieć w jego pobliżu. Pod uwagę brane były jeszcze dwa inne obiekty wykryte przez Kosmiczny Teleskop Hubble’a: 2014 PN70 (PT3) oraz 2014 OS393 (PT2), dla których szanse zbliżenia oszacowano odpowiednio na 97% i 7%. Zarówno planetoida PT3, jak i PT2 są nieznacznie jaśniejsze od (486958) 2014 MU69, zatem prawdopodobnie są od niej większe i potencjalnie bardziej interesujące pod względem naukowym.
28 sierpnia 2015 roku NASA poinformowała jednak, że to właśnie Arrokoth został wybrany jako kolejny cel sondy. Decyzja została podjęta z uwagi na mniejsze zużycie paliwa. Według szacunków sonda miałaby zużyć ok. 1/3 paliwa pozostałego jej po przelocie obok Plutona. New Horizons przeleciała obok planetoidy 1 stycznia 2019 o godzinie 5:33 UTC, w odległości około 3500 km.